# Amphisculpture
L'Amphisculpture, o Anfiscultura, è un teatro–monumento all'aperto situato nel parco del Sole all'Aquila.

## Storia
Il progetto prese vita in seguito al terremoto dell'Aquila del 2009, nell'ambito dell'iniziativa Nove artisti per la ricostruzione (2011) che mirava alla realizzazione di altrettanti progetti di scultura ambientale. In questo contesto, la scultrice americana Beverly Pepper ideò un teatro all'aperto da installare nella cavea naturale del parco del Sole, l'area verde che circonda il Collemaggio.
(Beverly Pepper)
Il progetto è stato presentato nel 2012 e successivamente approvato e inserito, con il finanziamento dell'Eni, tra i lavori di recupero della basilica di Santa Maria di Collemaggio; la realizzazione del teatro è cominciata proprio alla conclusione del restauro della basilica. L'intero parco del Sole, con l'Amphisculpture, è stato aperto al pubblico il 6 agosto 2018. L'inaugurazione del teatro è avvenuta il 22 settembre alla presenza dell'artista.
Il 14 marzo 2019, l'opera ha ricevuto la menzione speciale per «l’attuazione di strategie di inclusione sociale volte al miglioramento dell’accessibilità attuando forme di fruizione aperte a tutti» al Premio nazionale del Paesaggio 2018-2019 del Ministero per i beni e le attività culturali.

## Descrizione
L'Amphisculpture è situato al centro del parco del Sole, sul declivio naturale che dalla piana su cui sorge la basilica di Santa Maria di Collemaggio scende verso il fiume Aterno; l'area costituisce una cavea naturale ed era stata utilizzata già in passato come arena concertistica. L'accesso al teatro è evidenziato da due colonne, marchio dell'artista.
Il progetto di land art rielabora in larga scala quello dello Spazio Teatro Celle a Pistoia; a differenza del piccolo teatro toscano di ghisa e tufo, l'arena aquilana è interamente realizzata in pietra calcarea locale. Il teatro è costituito da 42 file di spalti, di cui 24 costituiscono una prima ripida gradinata in pietra bianca e rossa, che riprende i colori della facciata e della basilica, mentre le restanti 18 file assecondano l'avvicinamento al palco; quest'ultimo, a forma di conchiglia, presenta anch'esso una pavimentazione bianca e rossa.
La capienza degli spalti è di circa 1 800 persone. Il teatro insiste su un'area complessiva di circa 3 000 m².